# Dystasia sibuyana
Dystasia sibuyana es una especie de escarabajo longicornio del género Dystasia, familia Cerambycidae. Fue descrita científicamente por Aurivillius en 1927.
Habita en Malasia y Filipinas. Los machos y las hembras miden aproximadamente 14-15 mm.